# تون لوتز
تون لوتز (بالهولندية: Ton Lutz)‏ هو مترجم وممثل هولندي، ولد في 17 يونيو 1919 في دلفت في هولندا، وتوفي في 3 مايو 2009 في أمستردام في هولندا. من الجوائز التي نالها Louis d'Or (award) ‏.

## جوائز
- Louis d'Or (award) [الإنجليزية]‏

## وصلات خارجية
- تون لوتز على موقع IMDb (الإنجليزية)
- تون لوتز على موقع ميوزك برينز (الإنجليزية)
- تون لوتز على موقع ديسكوغز (الإنجليزية)